# بارتولومئو باندینلی
بارتولومئو باندینلی (ایتالیایی: Bartolommeo Bandinelli; ‏۷ اکتبر ۱۴۸۸ – ۷ فوریهٔ ۱۵۶۰) مجسمه‌ساز و نقاش اهل ایتالیا بود.

## نگارخانه

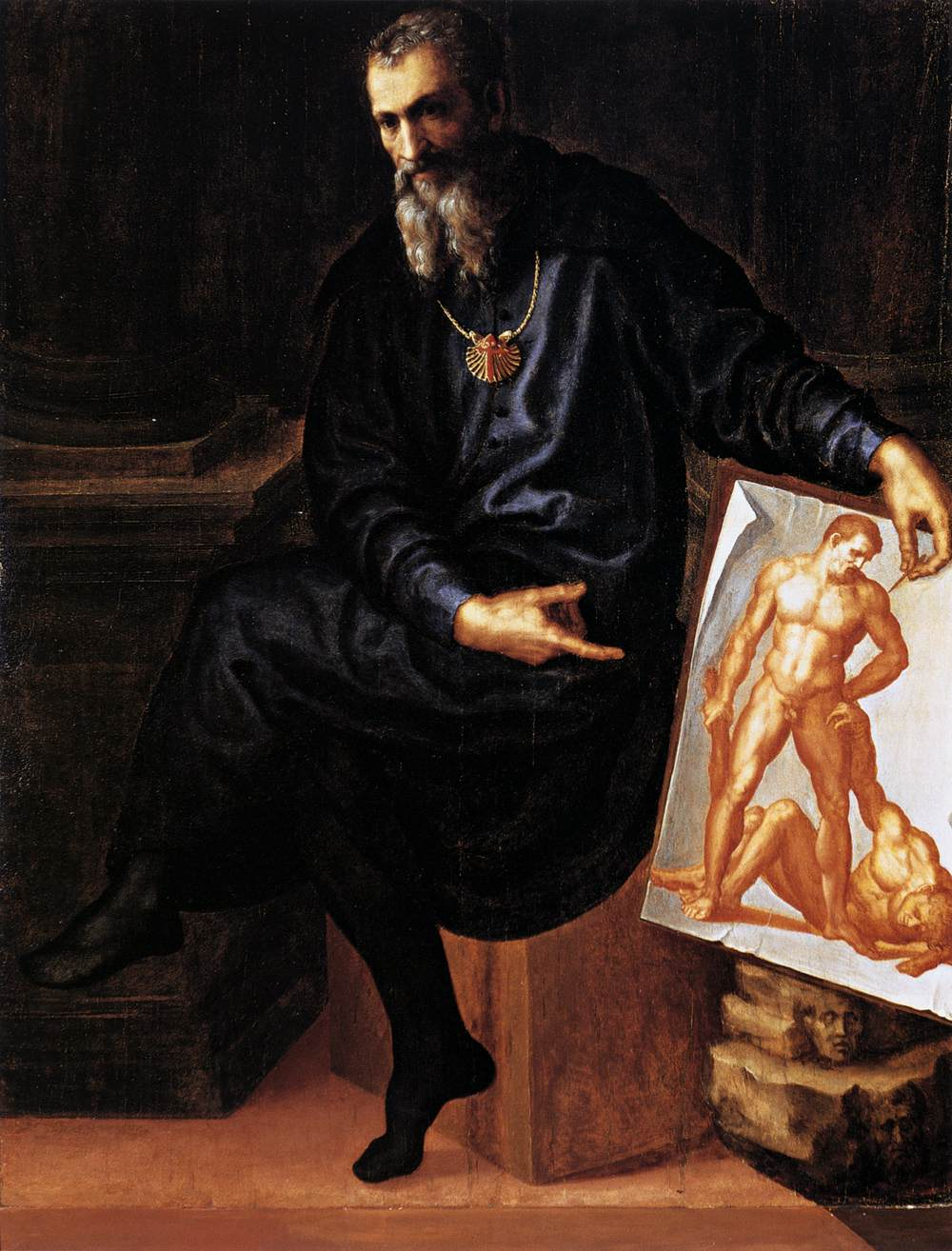
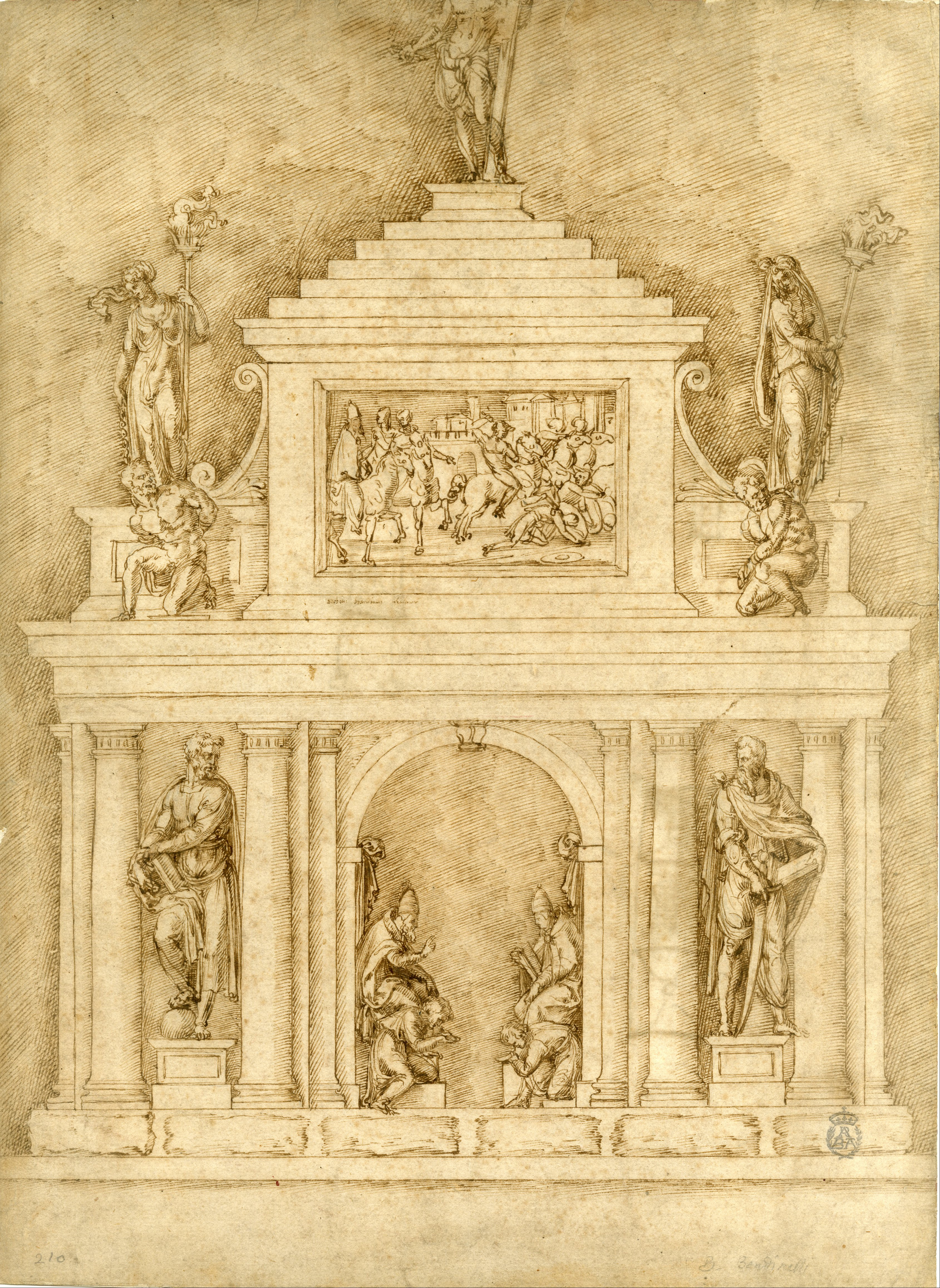
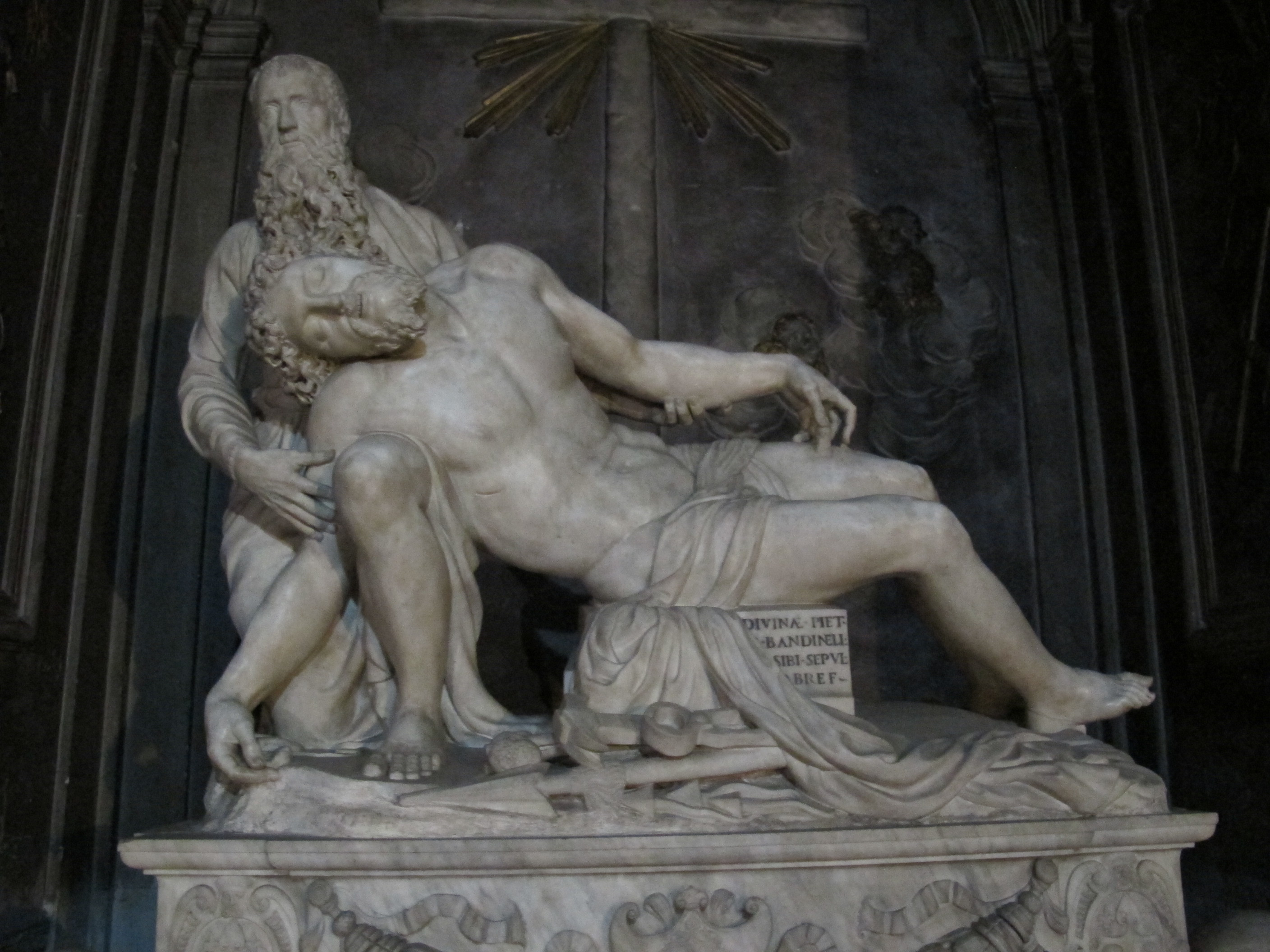
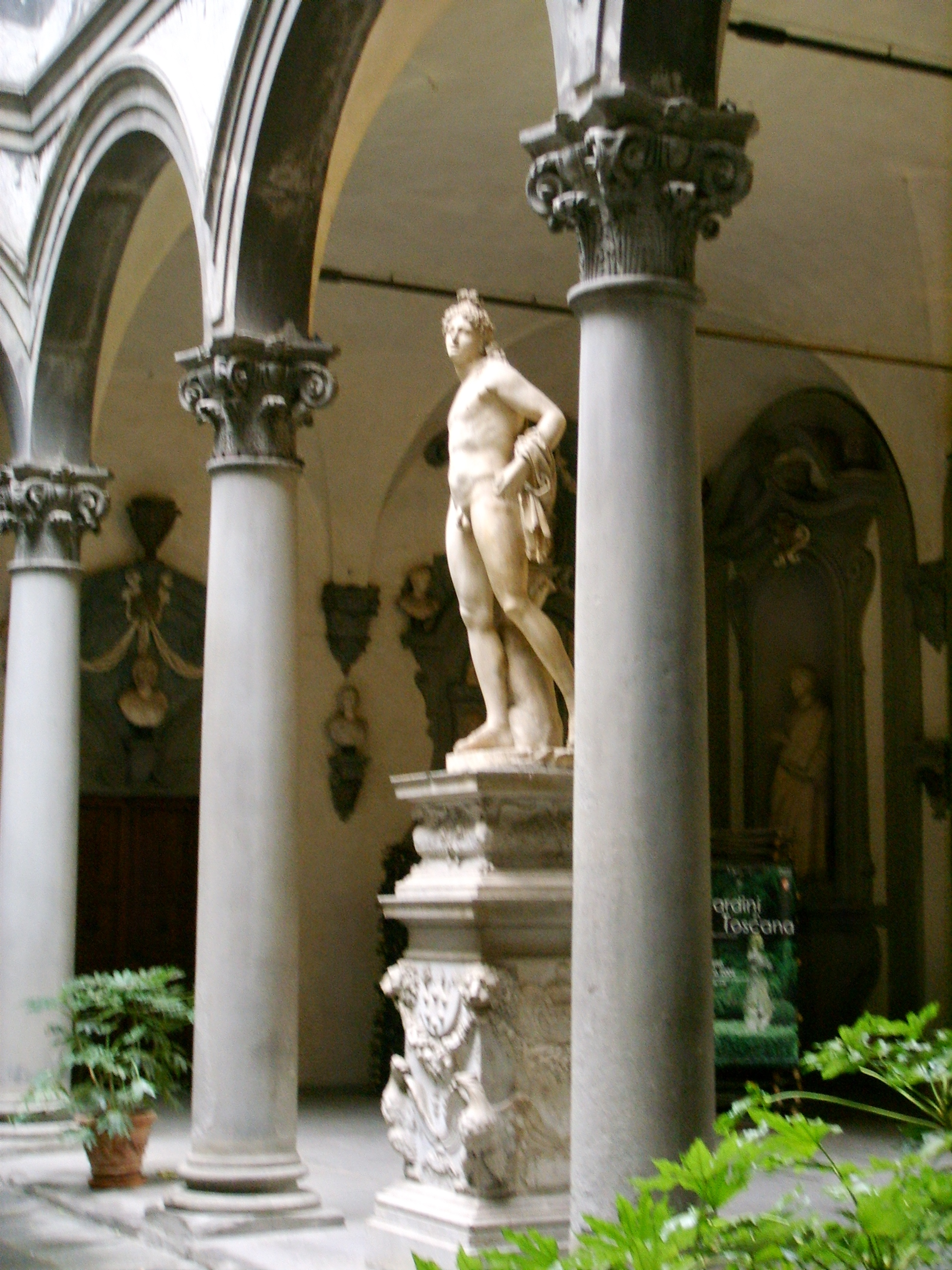